# Plotococcus minutus
Plotococcus minutus är en insektsart som först beskrevs av Hempel 1932.  Plotococcus minutus ingår i släktet Plotococcus och familjen ullsköldlöss. Inga underarter finns listade i Catalogue of Life.